# Josef Zuzaňák
Josef Zuzaňák (15. prosince 1905 – ???) byl český a československý politik Komunistické strany Československa a poslanec Ústavodárného Národního shromáždění a Národního shromáždění ČSR.

## Biografie
Za druhé světové války byl aktivní v odboji. Až do osvobození se ke konci války ukrýval v zahradním domku v Přerově. V roce 1946 se uvádí jako zedník, tajemník okresního výboru KSČ a účastník domácího odboje, bytem Přerov.
Po válce ho IX. sjezd KSČ zvolil za člena Ústředního výboru Komunistické strany Československa. V únoru 1951 vzal ÚV KSČ na vědomí zánik členství v ÚV k roku 1950.
V parlamentních volbách v roce 1946 byl zvolen poslancem Ústavodárného Národního shromáždění za KSČ. V parlamentu setrval do konce funkčního období, tedy do voleb do Národního shromáždění roku 1948, v nichž byl zvolen do Národního shromáždění za KSČ ve volebním kraji Olomouc. Zasedal zde do dubna 1950, kdy rezignoval a nahradil ho Oldřich Opletal.
Po únorovém převratu se uvádí jako předseda krajského Akčního výboru Národní fronty. V březnu 1948 byl zvolen předsedou Krajského výboru KSČ v Olomouci. Jeho spolupracovníkem se stal Josef Stavinoha. Ten vyvolával napětí v rámci lokálních kádrů KSČ a byl v lednu 1950 zatčen. Tato aféra patrně ukončila i politickou kariéru Josefa Zuzaňáka.